# Joseph Peterson
Joseph Peterson (Port-au-Prince, Haiti, 24. travnja 1990.) je haićanski nogometaš i nacionalni reprezentativac koji je trenutačno bez klupskog angažmana.

## Karijera

### Klupska karijera
Peterson je profesionalni nogomet počeo igrati u haićanskom klubu Aigle Noir AC 2004. godine. 2007. odlazi u Portugal gdje nastupa za B momčad Brage. Nakon dvije sezone provedene tamo, 2009. je priključen prvoj momčadi kluba.
1. rujna 2011. Peterson potpisuje za američki Sporting Kansas City za koji je debitirao nakon mjesec dana u susretu protiv San Jose Earthquakesa

### Reprezentativna karijera
9. listopada 2007., Joseph Peterson debitirao je za reprezentaciju Haitija. Tada je nastupio na olimpijskim kvalifikacijama protiv Bahama.

## Vanjske poveznice
- Profil igrača na Haitiwebs.com